# Patzún
Patzún är en kommunhuvudort i Guatemala.   Den ligger i departementet Departamento de Chimaltenango, i den sydvästra delen av landet, 50 km väster om huvudstaden Guatemala City. Patzún ligger 2 230 meter över havet och antalet invånare är 18 704.
Terrängen runt Patzún är varierad. Runt Patzún är det tätbefolkat, med 459 invånare per kvadratkilometer. Närmaste större samhälle är Tecpán Guatemala, 9,6 km norr om Patzún. I omgivningarna runt Patzún växer huvudsakligen savannskog.